# Cockatoo Island (New South Wales)

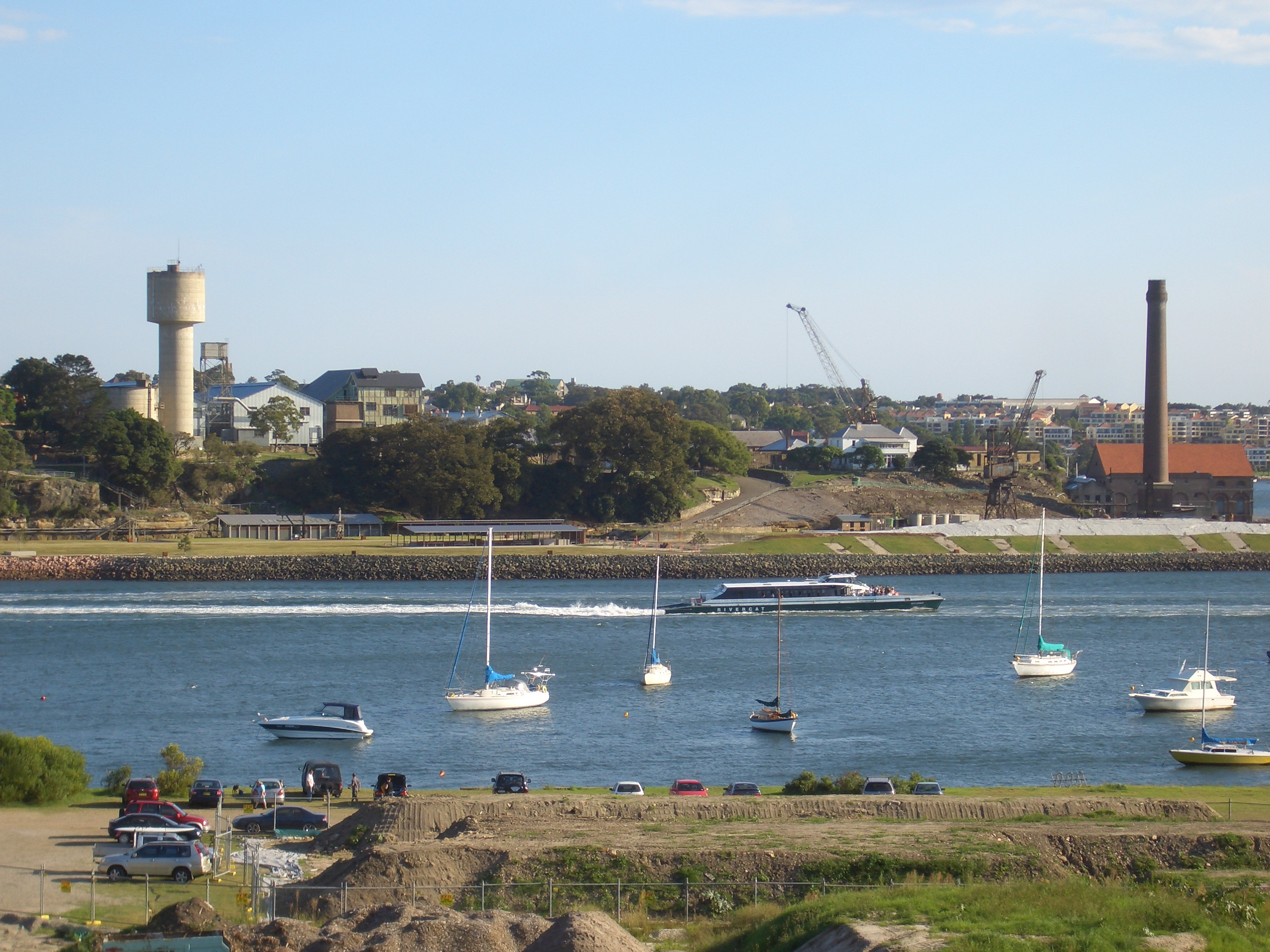
Ostrov Kakadu, pohled z Woolwiche

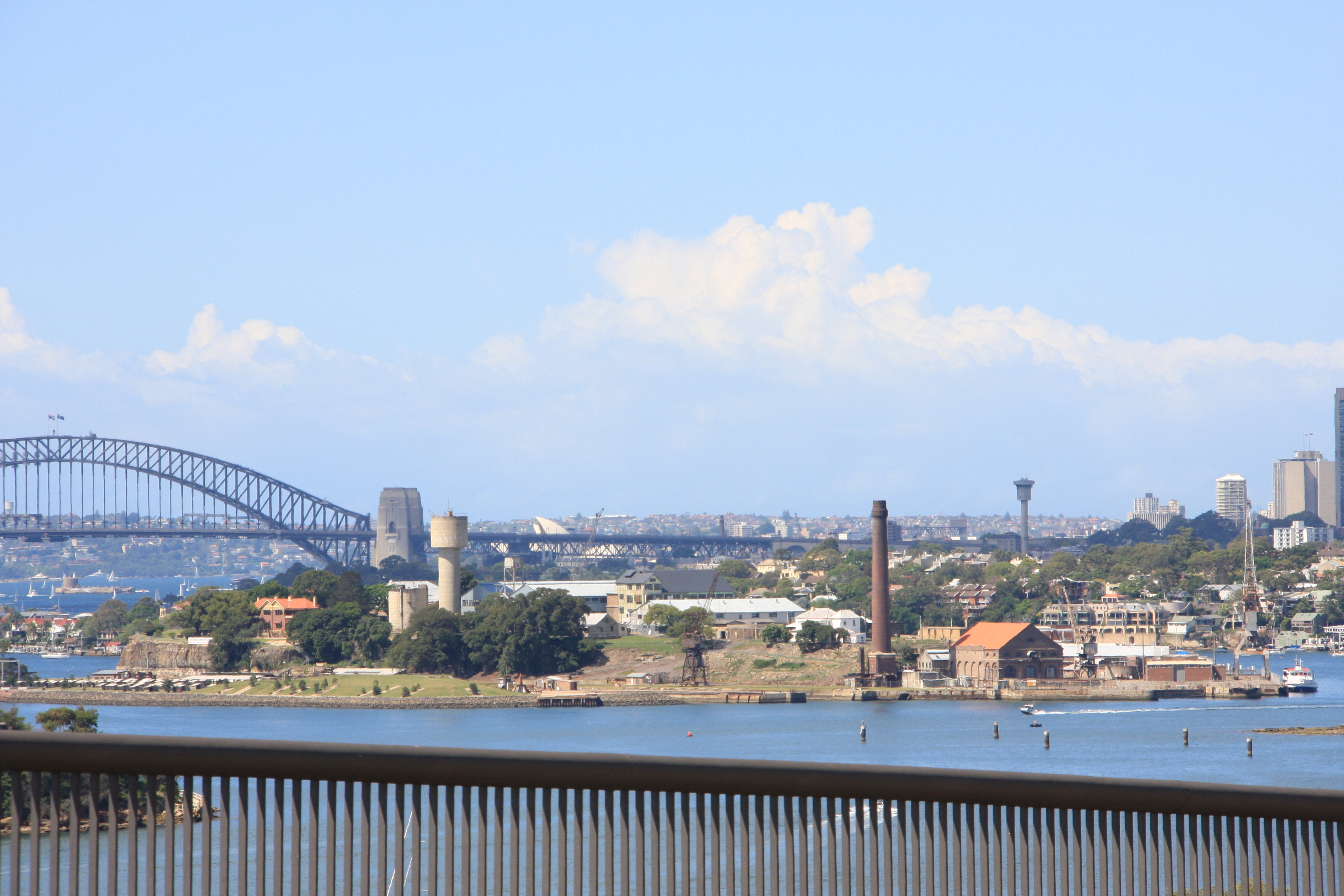
Ostrov Kakadu, pohled z Gladesvilleského mostu

Cockatoo Island, česky označovaný jako ostrov Kakadu, se nachází na soutoku řek Parramatta a Lane Cove, v přístavu Sydney v New South Wales v Austrálii. Jako historicky významné místo je na seznamu světového dědictví UNESCO.
Jedná se o největší z několika ostrovů, které vznikly z původně těžce erodovaných pískovcových kopců. Ostrov dosahoval výšky 18 metrů nad hladinou moře a měl 12,9 hektarů, ale byl rozšířen na 17,9 ha a je nyní zbaven téměř většiny vegetace. Původní Australané, kteří tradičně obývali zemi před osídlením evropskými přistěhovalci, ho nazývali Wa-rea-mah. Ostrov mohl být používán jako rybářská základna, ale pro toto tvrzení nebyl na ostrově nalezen žádný fyzický důkaz o domorodém působení.
Mezi lety 1839 a 1869 se ostrov využíval jako trestní zařízení, především jako místo sekundárního trestu pro odsouzené, kteří v koloniích znovu spáchali zločin.
Ostrov Kakadu byl také místem jedné z největších australských loděnic pracující mezi lety 1857 až 1991. První ze dvou suchých doků postavili ještě odsouzenci. Ostrov je uveden na Seznamu národního dědictví, jsou zde ukázky charakteristických prvků spojených s dlouhým působením loděnice a lodního stavitelského komplexu, včetně důkazů o klíčových funkcích, strukturách a uspořádání. Na ostrově jsou rozsáhlé a rozmanité národní záznamy o stavbách lodí, umožňující pochopit námořní a průmyslové procesy v Austrálii od poloviny 19. století.
V červenci 2010 vyhlásilo UNESCO ostrov Kakadu místem světového dědictví a od roku 2001 je spravován Spolkem přátel přístavu Sydney.

## Nedávné využití a činnosti
Ostrov má v péči Sydney Harbor Federation Trust, který také spravuje sedm dalších ostrovů kolem přístavu Sydney. Harbour Trust revitalizuje ostrov jako atraktivní přístav s kulturními událostmi. Dodnes si ostrov Kakadu zachovává některé zbytky své minulosti. Jeho vězeňské budovy jsou na seznamu světového dědictví, jako součást 11 zapsaných míst týkajících se australských trestaneckých kolonií.
Přestože některé velké dílny, schodiště, přístaviště, rezidence a další budovy zůstaly, byly hlavní budovy zbořeny poté, co byly loděnice na ostrově Kakadu v roce 1991 uzavřena; Obrázek napravo. Vzhledem k tomu, že zbývající budovy obsahují jen málo z původních průmyslových artefaktů a není v provozu žádné zbývající průmyslové zařízení včetně doků,vozů a jeřábů, je těžké v současné době zahlédnout něco, co by ukázalo na fakt, že ostrov fungoval jako loděnice více než jedno století.
Koncem března 2005 společnost Harbour Trust ve spolupráci s organizátorem akce uspořádala Festival ostrova Kakadu. Akce zařadila ostrov na kulturní mapu Sydney a zahájila řadu kulturních aktivit včetně instalací současného umění, výstav a festivalů.
Harbour Trust na ostrově zahájil v roce 2008 provozovat tábor a glamping (luxusní kempování). Do kempů přijíždí přibližně 20 000 táborníků ročně a je oblíbeným místem pro sledování ohromujícího silvestrovského ohňostroje v Sydney. V roce 2010 ostrov přilákal více než 2000 táborníků, kteří si prohlédli ohňostroj NYE. Další ostrovní ubytování se skládá z pěti zrekonstruovaných domů a apartmánů s výhledem na přístav a město.
Přístup na ostrov Kakadu je pomocí trajektu Sydney Ferries jako součást trasy Woolwich / Balmain a trasy Parramatta RiverCat. Denní návštěvníci jsou vítáni, mohou piknikovat, grilovt, navštívit kavárnu, bavit se volnočasově nebo si zajít na akustickou nebo prohlídku s průvodcem. Ostrov Kakadu je otevřen denně a neplatí se zde žádný vstupní poplatek.
S ostrovem jsou spjaty pravidelné akce a umělecké výstavy.
Ostrov Kakadu se dějištěm kulturního kalendáře v Sydney. V roce 2008 to bylo hlavní místo konání 16. bienále Sydney, které přilákalo více než 80 000 návštěvníků během 12 týdnů. V roce 2010 se akce zúčastnilo více než 156 000 lidí. V roce 2009 se na ostrově konal Sydneyský festival hudby "Všechny zítřejší strany". Dvoudenní festival zahrnoval čtyřiadvacet kapel na čtyřech scénách po celém ostrově a přilákal publikum přes 11 000 lidí.
Ostrov je také stále častěji využíván jako místo konání soukromých událostí jak velkých, tak malých. V roce 2008 byla zde natočena část filmu X-Men Origins: Wolverine. Jako místo natáčení ostrov používají také realitní televizní pořady.

## Raná historie
Před příchodem Evropanů byl ostrov Kakadu užíván domorodým australským obyvatelstvem pobřežní oblasti Sydney. V roce 1839 byl vybrán jako místo nového trestního zařízení guvernérem kolonie Nového Jižního Walesu sirem Georgem Gippsem. Mezi lety 1839 a 1869 byl ostrov používán jako věznice. Zpočátku byli vězni převezeni na ostrov Kakadu z ostrova Norfolk a byli vybráni k výstavbě kasáren a skalních sil, aby mohli zásobovat obilím kolonie. Do roku 1842 ho bylo na ostrově uloženo přibližně 140 tun.
Pozdější těžba na ostrově poskytla kámen pro stavební projekty kolem Sydney, včetně nábřeží pro kruhové nábřeží. Mezi lety 1847 a 1857 odsouzenci vykopali na ostrově Fitzroy Dock, první suchý doku v Austrálii. Odhadovalo se, že bylo vykopáno 1,5 milionu kubických stop (42 000 m³) horniny, z čehož samotný dok tvoří 480 000 kubických stop (14 000 m³).
V roce 2009, archeologické vykopávky na ostrově odhalili pod vývařovnou kobky z doby konviktu. Tyto buňky poskytují cenný pohled do podmínek v jakých vězni žili podzemí ostrova.
Jedním vězněm na ostrově Kakadu byl australský buš rančer, kapitán Thunderbolt, který utekl v roce 1863, aby zahájil svou zločineckou dráhu, která ho proslavila. Tvrdí se, že se jeho žena dostala na ostrov s nástroji, které mu umožnily útěk, po kterém oba plavali zpět na pevninu. Pro podporu tohoto tvrzení neexistují žádné významné důkazy.

### Suchý dok Fitzroy

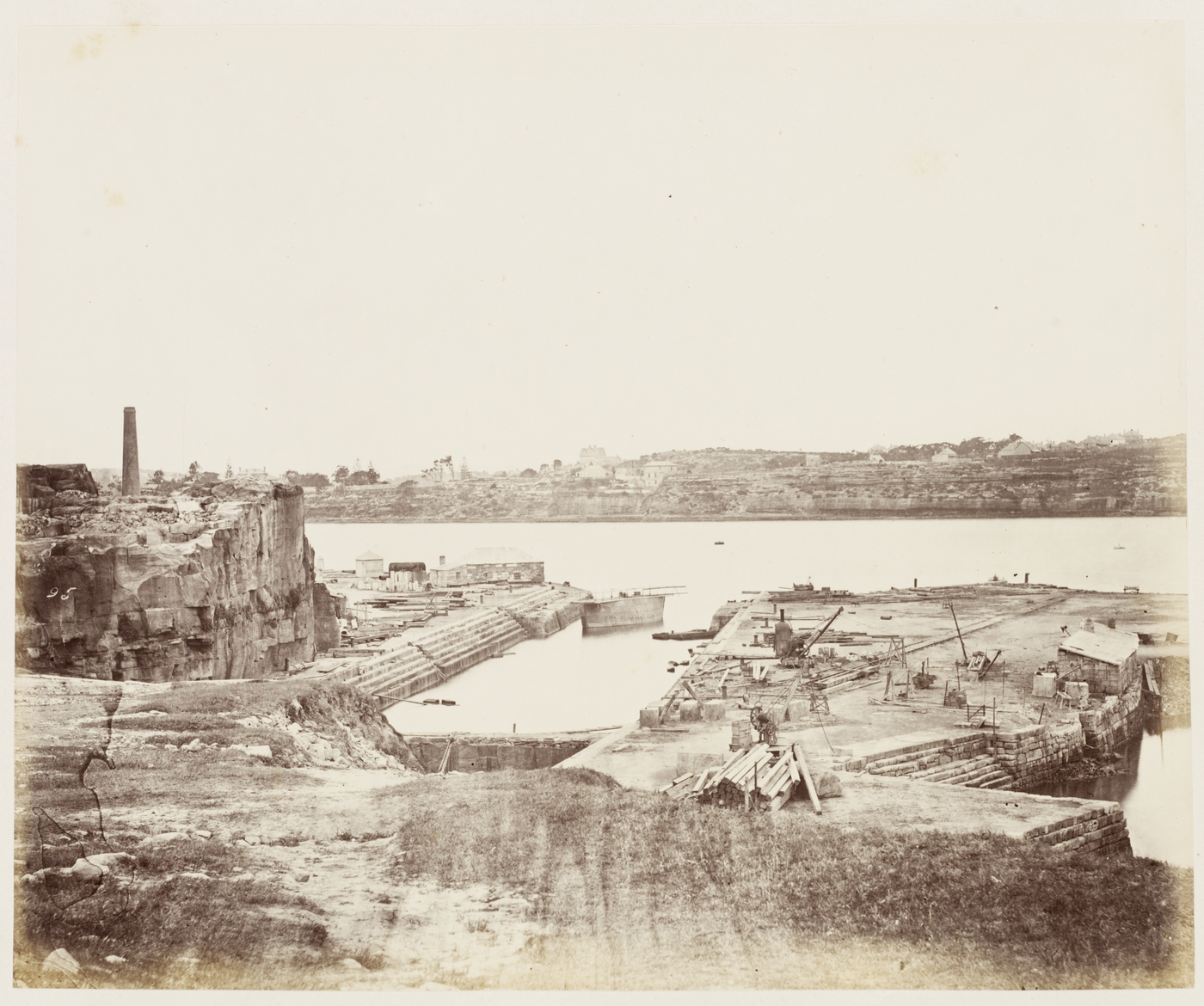
Suchý dok na ostrově Kakadu roku 1872

Dok navrhl Gother Kerr Mann, civilní inženýr ostrova, a stavěn byl mezi lety 1847 až 1857 za využití pracovní síly trestanců. Základní kámen jeho podezdívky byl položen dne 5. června 1854 guvernérem Charlesem Augustusem FitzRoyem, na jehož počest je přístav pojmenován. Po dokončení v roce 1857 měl suchý dok délku 96 metrů a šířku 23 metrů, šířka vpusti byla 18 metrů. První lodí, která do přístaviště vplula byla HMS Herald a stalo se tak v prosinci 1857. Přístav Fitzroy byl prodloužen mezi lety 1870 a 1880 na 196 metrů.

### Průmyslová škola, polepšovna a věznice
V roce 1864 byl ostrov rozdělen mezi oddělení věznic NSW a oddělení veřejných prací, které rozšiřovalo loděnici kolem břehů. V roce 1869 byli odsouzenci přesídleni do věznice Darlinghurst a vězeňský komplex se stal průmyslovou školou pro dívky a také polepšovnou. V roce 1871, bylo jméno ostrova Kakadu opuštěno ve prospěch Biloela.

## Ostrov Kakadu, loděnice
Stavba lodí začala na ostrově Kakadu roku 1870. V roce 1913 byl ostrov převeden na vládu Commonwealthu, aby se stala loděnicí pro lodi Královského australského námořnictva. Během několika let před první světovou válkou bylo modernizováno nebo postaveno pět skluzů, přičemž čísla 1 a 2 jsou stále uchovávány v Sydney Harbor Federation Trust. První zde vyrobena loď byl torpédoborec HMAS Warrego, který byl postaven v Británii, rozmontován, poslán zde a opětovně smontován. Během první světové války loděnice postavila, přestavila a opravila mnoho lodí. Během války bylo na ostrově zaměstnáno asi 4000 mužů.
V roce 1933 byl ostrov pronajat společnosti Cockatoo Docks and Engineering Company Limited na dobu 21 let. Pronájem byl obnoven v roce 1954 na dalších 20 let a opět v roce 1972 na 21 let.
Během druhé světové války byla na ostrově Kakadu hlavní opravna lodí v jihozápadním Pacifiku. Na ostrově jich bylo přestavěno nebo opravováno asi 250. Cunardské loděnice RMS Queen Mary a RMS Queen Elizabeth byly přeměněny na personální zázemí vojáků ostrova Kakadu. Za osm měsíců od srpna 1942 do března 1943 opravila Cockatoo čtyři křižníky amerického námořnictva: USS Chicago, USS Chester, USS Portland a USS New Orleans. Bylo zde opraveno mnoho lodí Královského australského námořnictva. Křižník HMAS Hobart utrpěl škody po torpédování u Nových Hebrid a v srpnu 1943 byl přemístěn do Sydney za účelem velkých oprav a modernizace.
Po válce pokračovala na ostrově stavba lodí. Byly podány objednávky na dva torpédoborce třídy Battle a čtyři torpédoborce třídy Daring, stavbu si měly rozdělit loděnice Cockatoo a loděnice Williamstown. V padesátých letech schválila vláda stavbu šesti protiponorkových fregat třídy River, které byly opět rozděleny mezi dvě loděnice. Cockatoo Island také modernizoval a opravil mnoho námořních plavidel. V roce 1962 zvítězil Cockatoo Island v tendru na vybudování MS Empress of Australia, která byla dokončena v roce 1965 jako největší dopravní osobní loď pro přepravu aut a pasažérů na světě. V roce 1963 získal ostrov smlouvu na vybudování doprovodné údržbářské lodi HMAS Stalwart. V roce 1979 zahájil Cockatoo stavbu HMAS Success, největší námořní lodi postavené v Austrálii. Od roku 1971 do roku 1991 Cockatoo dokončilo 14 australských ponorek třídy Oberon a mnoho středních a dokovacích plavidel.
Významné lodě, které byly postaveny nebo zpracovány po dobu životnosti loděnice, zahrnují:
- Torpédoborce třídy River (HMAS Warrego spuštěn1911, HMAS Huon 1914)[13]
- Křižníky třídy Town (HMAS Brisbane 1915, HMAS Adelaide 1918)
- Nosič hydroplánů HMAS Albatross 1928
- Parní remorkér Wattle 1933
- Plavidlo pobřežní hlídky Vigilant, později HMAS Vigilant 1938, první hliníková loď postavena v Austrálii
- Šalupy třídy Grimsby (HMAS Yarra 1935, HMAS Swan 1936, HMAS Parramatta 1939, HMAS Warrego 1940)
- Torpédoborce třídy Tribal (HMAS Arunta 1940, HMAS Warramunga 1942, HMAS Bataan 1944)
- Pokladač sítí třídy Net HMAS Kookaburra 1938
- Pokladače sítí třídy Bar (HMAS Koala 1939, HMAS Kangaroo' 1940, HMAS Karangi 1941)
- Korvety třídy Bathurst (HMAS Bathurst 1940, HMAS Goulburn 1940, HMAS Bendigo 1941, HMAS Cessnock 1941, HMAS Wollongong 1941, HMAS Glenelg 1942)
- Torpédoborec třídy Battle HMAS Tobruk
- Torpédoborce třídy Daring (HMAS Voyager 1952, HMAS Vampire 1956)
- Doprovodné lodě torpédoborců třídy River (HMAS Parramatta 1959, HMAS Stuart 1961, HMAS Torrens 1968)[14]
- Empress of Australia 1964[15]
- Pomocný torpédoborec HMAS Stalwart 1966
- Tanker třídy Durance, poslední loď, spuštěná z loděnice v roce 1984[16]

## Světového kulturního Dědictví UNESCO
V červenci 2010 byl, na 34. zasedání Výboru pro světové dědictví UNESCO, ostrov Kakadu a dalších deset australských lokalit s významným zastoupením dovozu trestanců zapsán jako skupina na seznamu světového dědictví coby místa australských konviktů. Výčet vysvětluje, že jedenáct lokalit představuje "nejhodnotnější přežívající příklady rozsáhlé přepravy odsouzených a koloniální rozšíření evropských sil prostřednictvím přítomnosti a práce odsouzených". Z jedenácti míst, podobně jako ostrov Kakadu, jsou zde uvedeny také kasárna Hyde Park, stará Velká severní silnice a dům Old Government House v Parramattě.